# كيم كي-نام
كيم كي-نام هو سياسي كوري شمالي، ولد في 28 أغسطس 1929 في مقاطعة كانجوان في كوريا الشمالية. نشط حزبياً في حزب العمال الكوري. وقد انتخب مدير إدارة الدعاية والتحريض في حزب العمال الكوري ‏ (1989 – 24 يوليو 2015).